# Kanchanaburi (província)
Kanchanaburi é uma província da Tailândia. Sua capital é a cidade de Kanchanaburi.

## Distritos
A província está subdividida em 13 distritos (amphoes). Os distritos estão por sua vez divididos em 98 comunas (tambons) e estas em 887 povoados (moobans).

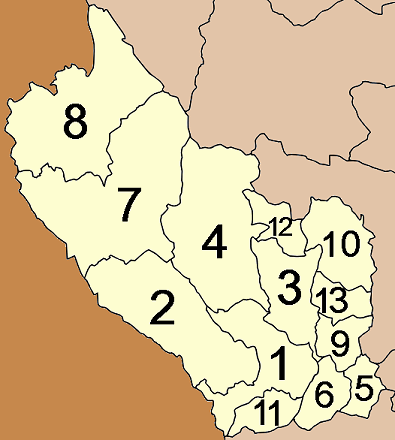
Distritos da província

| 1. Kanchanaburi 2. Sai Yok 3. Bo Phloi 4. Si Sawat 5. Tha Maka 6. Tha Muang 7. Thong Pha Phum | 1. Sangkhla Buri 2. Phanom Thuan 3. Lao Khwan 4. Dan Makham Tia 5. Nong Prue 6. Huai Krachao |